# Vigo
Vigo (ˈbiɣo) – największe obok A Coruñi miasto hiszpańskiej Galicji, w pobliżu granicy z Portugalią, nad Atlantykiem.

## Historia
We wczesnym średniowieczu istniała tu wioska celtyckiego plemienia, będąca we władaniu Tui.
Po kampaniach Alfonsa I Walecznego w połowie VIII wieku powstała tu strefa buforowa pomiędzy Maurami a chrześcijanami. W następnym stuleciu została ona objęta akcją ponownego zasiedlania pod rządami króla Asturii Ordoño I.

## Klimat
| Miesiąc | Sty  | Lut  | Mar  | Kwi  | Maj  | Cze  | Lip  | Sie  | Wrz  | Paź  | Lis  | Gru  | Roczna |
| --- | ---- | ---- | ---- | ---- | ---- | ---- | ---- | ---- | ---- | ---- | ---- | ---- | ------ |
| Średnie temperatury w dzień [°C]                                                                                                  | 11,9 | 13,3 | 15,7 | 16,6 | 18,8 | 22,5 | 24,4 | 24,7 | 22,8 | 18,8 | 14,9 | 12,4 | 18,0   |
| Średnie dobowe temperatury [°C]                                                                                                   | 8,6  | 9,6  | 11,5 | 12,4 | 14,6 | 17,9 | 19,6 | 19,8 | 18,3 | 15,0 | 11,5 | 9,3  | 14,0   |
| Średnie temperatury w nocy [°C]                                                                                                   | 5,4  | 5,8  | 7,3  | 8,2  | 10,4 | 13,2 | 14,8 | 15,0 | 13,8 | 11,2 | 8,2  | 6,3  | 9,9    |
| Opady [mm] | 208  | 162  | 141  | 157  | 127  | 62   | 44   | 45   | 102  | 231  | 246  | 262  | 1791   |
| Średnia liczba dni z opadami | 14,0 | 11,7 | 11,6 | 13,5 | 12,4 | 6,9  | 5,0  | 4,7  | 7,8  | 13,1 | 13,1 | 15,1 | 129,2  |
| Wilgotność [%] | 84   | 78   | 73   | 73   | 73   | 71   | 71   | 71   | 74   | 81   | 84   | 84   | 77     |
| Średnie usłonecznienie [h] | 114  | 131  | 178  | 193  | 228  | 273  | 296  | 287  | 212  | 154  | 112  | 101  | 2269   |
| Źródło: Agencia Estatal de Meteorología (liczba dni z opadami dla wartości 1 mm, wysokość 261 m n.p.m., 6 km od morza, 1981–2010) |      |      |      |      |      |      |      |      |      |      |      |      |        |

| Sty  | Lut  | Mar  | Kwi  | Maj  | Cze  | Lip  | Sie  | Wrz  | Paź  | Lis  | Gru  | Rok  |
| ---- | ---- | ---- | ---- | ---- | ---- | ---- | ---- | ---- | ---- | ---- | ---- | ---- |
| 14,1 | 13,7 | 13,6 | 14,6 | 15,7 | 16,8 | 17,4 | 18,2 | 18,3 | 17,7 | 16,6 | 15,1 | 16,0 |

## Demografia
Rozwój demograficzny Vigo (1842-2010)

## Gospodarka

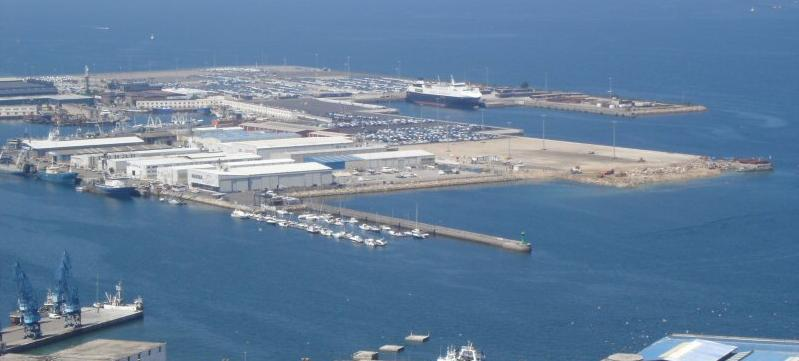
Terminal de Bouzas, Port w Vigo

Istotne miejsce zajmuje przemysł samochodowy, z dużą rolą koncernu Stellantis (pierwotniePSA Peugeot Citroën), który skupia tu swoją produkcję samochodów do krajów europejskich (w 2004 roku wyniosła ona 458 550 aut, z których ponad 88% zostało przeznaczonych na eksport).
Ponadto bardzo ważnymi branżami są okrętownictwo oraz rybołówstwo. Według danych za rok 2007 ryby z Vigo zaspokajają około 90% całkowitego zapotrzebowania rynku hiszpańskiego. Port należy do największych ośrodków rybołówstwa na kontynencie.
Innymi sektorami gospodarki są: przemysł chemiczny i farmaceutyczny z fabrykami w Mos i O Porriño oraz tekstylny, wydawniczy i spożywczy.
Funkcjonuje tutaj również morski port handlowy i pasażerski oraz port lotniczy.

## Turystyka
Tutejsze plaże i poszarpane wybrzeże przyciągają wielu turystów, mimo że jest to jedno z najbardziej deszczowych miejsc Półwyspu Iberyjskiego. W Vigo znajdują się także muzea oraz zabytki sakralne i świeckie, w tym twierdza z XVII wieku.

## Sport
- Celta Vigo – klub piłkarski

## Miasta partnerskie
- Lorient, Francja
- Buenos Aires, Argentyna
- Porto, Portugalia
- Caracas, Wenezuela
- Las Palmas, Hiszpania
- Qingdao, Chiny

## Literatura
- Nowa encyklopedia powszechna, PWN, Warszawa 1995-1996.